# Bosseborn
Bosseborn ist der kleinste Stadtteil der Stadt Höxter. Der Ort ist ein typisches Höhendorf im Weserbergland und liegt in Westhanglage auf 300 m ü. NHN bis 340 m ü. NHN. Er ist mit seinen Wäldern ein beliebter Wanderort. Die Landesstraße L 890 führt von Ottbergen nach Ovenhausen durch den Ort. Die Kreisstraße K18 bindet Bosseborn an die Kernstadt von Höxter an.

## Geschichte
Urkundlich wird der Ort im 10. Jahrhundert als Boffesburium genannt, Berthold Kanne betrieb ab 1568 einen Kalkofen in Bosseborn. 1726 wurde die katholische Pfarrkirche St. Maria Himmelfahrt eingeweiht. Bosseborn gehörte bis 1803 zum Stift Corvey und anschließend bis 1807 zum Fürstentum Corvey. Von 1807 bis 1813 bildete Bosseborn eine Gemeinde im Kanton Höxter des Departements der Fulda im Königreich Westphalen und fiel dann an Preußen. 1816 kam die Gemeinde zum neuen Kreis Höxter, in dem sie zum Amt Höxter-Albaxen gehörte, aus dem im 20. Jahrhundert das Amt Höxter-Land wurde.
Das Gemeindelexikon für die Provinz Westfalen von 1887 gibt für die Landgemeinde Bosseborn eine Einwohnerzahl von 518 an (elf evangelischen und 507 katholischen Glaubens), die in 91 Wohnhäuser und Haushaltungen lebten. Die Fläche der Gemeinde (1.042 ha) unterteilte sich in 793 ha Ackerland, 21 ha Wiesen und 105 ha Wald.
Kirchlich besaß die Landgemeinde Bosseborn zu dieser Zeit eine eigene katholische Pfarrei. Die wenigen evangelischen Gläubigen gehörten der Pfarrei in Höxter an. 1894 erfolgte die Gründung des Männergesangvereins MGV Cäcilia Bosseborn. 1925 wurde der Ort an das Stromnetz angeschlossen, 1927 erfolgte die Gründung der Freiwilligen Feuerwehr Bosseborn.
Am 7. April 1945 wurde der Ort während des Zweiten Weltkriegs von US-amerikanischen Truppen eingenommen. Während des Kalten Krieges unterhielt das 43. belgische Artilleriebataillon mit Stützpunkt in Brakel von 1963 bis 1993 eine mobile NATO-Flugabwehrraketenbatterie vom Typ MIM-23 HAWK im Modexer Wald bei Bosseborn.
Am 1. Januar 1970 wurde Bosseborn in die Kreisstadt Höxter eingegliedert.
Im April/Mai 2016 wurde Bosseborn in den Medien durch den Kriminalfall Höxter bekannt, in dem ein Paar in einem Haus zwei Frauen ermordete und mindestens sieben weitere Frauen misshandelte und finanziell schädigte. 2017 geriet der Ort erneut in die Schlagzeilen, als in demselben Haus etwa 1.000 illegal angebaute Cannabis-Pflanzen aufgefunden wurden.

### Einwohnerentwicklung
| Jahr       | Einwohner | Quellen |
| ---------- | --------- | ------- |
| 1650       | ca. 200   |         |
| 1700       | 348       |         |
| 1821       | 394       | [ 5 ]   |
| 1843       | 480       | [ 6 ]   |
| 1864       | 544       | [ 7 ]   |
| 1871       | 471       | [ 8 ]   |
| 1885       | 518       | [ 9 ]   |
| 1895       | 504       | [ 10 ]  |
| 1900       | 514       |         |
| 01.12.1910 | 502       | [ 11 ]  |
| 1925       | 478       | [ 12 ]  |
| 1933       | 475       | [ 12 ]  |
| 1939       | 465       | [ 12 ]  |
| 1946       | 628       | [ 13 ]  |
| 06.06.1961 | 496       | [ 14 ]  |
| 31.12.1967 | 557       |         |
| 31.12.1969 | 576       | [ 15 ]  |
| 23.06.1998 | 658       | [ 16 ]  |
| 31.12.2003 | 639       | [ 16 ]  |
| 31.12.2005 | 630       | [ 16 ]  |
| 31.12.2006 | 621       | [ 16 ]  |
| 31.12.2007 | 610       | [ 16 ]  |
| 30.06.2011 | 571       | [ 16 ]  |
| 31.12.2013 | 588       | [ 16 ]  |
| 31.12.2015 | 529       |         |
| 31.12.2016 | 527       | [ 17 ]  |
| 31.12.2017 | 513       | [ 18 ]  |
| 31.12.2020 | 516       | [ 1 ]   |
| 31.12.2021 | 521       | [ 1 ]   |